# Finglesham
Finglesham est un village du Kent, en Angleterre. Il est situé dans l'est du comté, à quelques kilomètres au nord-ouest de Deal et au sud de Sandwich. Administrativement, il relève de la paroisse civile de Northbourne, dans le district de Dover.

## Toponymie
Le nom Finglesham est d'origine vieil-anglaise. Il désigne la ferme ou le village (hām) appartenant à un prince (þengel) ou à un homme nommé *Thengel. Il est attesté sur une charte anglo-saxonne de la première moitié du IXe siècle sous la forme Thenglesham. Dans le Domesday Book, compilé en 1086, le nom du village est orthographié Flengvessam.

## Histoire
Durant le haut Moyen Âge, pendant la colonisation de la Grande-Bretagne par les Anglo-Saxons, Finglesham, située dans le royaume du Kent, abrite un cimetière anglo-saxon. En usage du début du VIe siècle au début du VIIIe siècle, ce cimetière comprend de nombreuses tombes remplies de mobilier funéraire.
Le Domesday Book indique que Finglesham compte environ neuf feux en 1086. Sa valeur fiscale est passée de 2 livres à 1 livre et 10 shillings depuis la conquête normande de l'Angleterre. Durant toute cette période, le seigneur du village est l'archevêque de Cantorbéry.